# Eresried
Eresried ist ein Gemeindeteil und eine Gemarkung in Steindorf, einer Gemeinde am südöstlichen Rand des schwäbischen Landkreises Aichach-Friedberg in Bayern.

## Geschichte
Erstmals erwähnt wurde die Kirche in Eresried um 1126, als Adaloldus, Edler von „Arnisrieth“ seinen Grundbesitz und die Kirche dem Kloster St. Ulrich und Afra in Augsburg schenkte. Das Pfarrdorf Eresried gehörte bis zur Säkularisation 1802/3 zur Grundherrschaft des Klosters. Die katholische Pfarrkirche St. Georg ist ein pilastergegliederter Saalbau mit Stichkappentonne und eingezogenem Chor sowie nördlichem Zwiebelturm. Das Turmuntergeschoss stammt aus dem 15./16. Jahrhundert, der Neubau von 1707/08.
Mit dem bayerischen Gemeindeedikt von 1818 entstand die Gemeinde Eresried. Die Gemeinde wurde mit den Nachbargemeinden Hausen bei Hofhegnenberg und Hofhegnenberg am 1. Mai 1978 nach Steindorf eingegliedert.